# Hans Kleer
Johann „Hans“ Kleer (* 4. September 1969 in Wien) ist ein ehemaliger österreichischer Fußballspieler und nunmehriger -trainer.

## Karriere

### Als Spieler
Kleer kam zur Saison 1989/90 vom FK Austria Wien zum Zweitligisten VfB Mödling. Mit Mödling stieg er 1992 in die 1. Division auf. Daraufhin schloss er sich zur Saison 1992/93 dem Zweitligisten First Vienna FC an. In seiner ersten Saison bei der Vienna kam Kleer zu 30 Zweitligaeinsätzen, in denen er sechs Tore erzielte. In der Saison 1993/94 kam er zu 23 Einsätzen, in denen er zwei Tore erzielte. In der Saison 1994/95 absolvierte er 20 Zweitligaspiele für die Wiener und erzielte vier Tore.
Zur Saison 1995/96 wechselte er zum Ligakonkurrenten SC Austria Lustenau. Für die Vorarlberger kam er in jener Spielzeit zu 16 Einsätzen in der zweiten Liga, in denen er ohne Torerfolg blieb. In der Saison 1996/97 absolvierte er 27 Spiele und erzielte dabei drei Tore; mit Lustenau stieg er als Zweitligameister zu Saisonende in die Bundesliga auf. Daraufhin gab er im Juli 1997 sein Debüt in der höchsten österreichischen Spielklasse, als er am ersten Spieltag der Saison 1997/98 gegen den SV Austria Salzburg in der Startelf stand. Bis Saisonende kam er zu 26 Bundesligaeinsätzen, in denen er drei Tore erzielte. In der Saison 1998/99 kam er 33 Mal zum Einsatz und erzielte erneut drei Treffer.
Nach vier Jahren in Vorarlberg wechselte Kleer zur Saison 1999/2000 zum Zweitligisten FCN St. Pölten. Für die Niederösterreicher absolvierte er 19 Zweitligaspiele, ehe dem Verein in der Winterpause jener Saison die Lizenz entzogen wurde. Daraufhin wechselte Kleer zum viertklassigen SV Hundsheim, mit dem er als Meister der Landesliga in die Regionalliga aufstieg. Nach dem Aufstieg wechselte er zur Saison 2000/01 zum ebenfalls drittklassigen 1. Simmeringer SC. Für die Wiener kam er zu fünf Regionalligaeinsätzen. Im Jänner 2001 wechselte er zur fünftklassigen SV Donau Wien, mit der er zu Saisonende in die Wiener Stadtliga aufstieg.
Im Jänner 2002 schloss er sich dem Regionalligisten SC Zwettl an. Für die Niederösterreicher kam er zu 14 Einsätzen, mit dem Verein stieg er jedoch in die Landesliga ab. Daraufhin kehrte er zur Saison 2002/03 zu Donau Wien zurück. Nach der Saison 2004/05 und dem Aufstieg in die Regionalliga beendete er seine Karriere als Aktiver.

### Als Trainer
Neben seiner Tätigkeit als Spieler fungierte Kleer ab November 2004 auch als Trainer der SV Donau Wien, die er in die Regionalliga führte. Im Jänner 2006 wurde er Trainer des fünftklassigen SV Gerasdorf/Stammersdorf. Mit Gerasdorf stieg er 2007 in die Wiener Stadtliga auf.
Nach dem Aufstieg wurde er zur Saison 2007/08 Trainer des Zweitligisten SC Austria Lustenau, bei dem er zwischen 1995 und 1999 auch als Spieler aktiv gewesen war. Im März 2009 trennte sich Lustenau von Kleer, man befand sich zu jenem Zeitpunkt auf dem elften Tabellenrang. Im Dezember 2009 wurde er Trainer des Regionalligisten Wiener Sportklub. Nach der Saison 2009/10 wurde sein Vertrag bei den Wienern nicht verlängert. Im Dezember 2010 wurde Kleer Trainer des viertklassigen FC Tulln. Im Oktober 2011 wechselte er zum Regionalligisten Floridsdorfer AC. Mit dem FAC konnte er 2014 in die 2. Liga aufsteigen. Im April 2015 trennten sich die Wiener von Kleer, zu jenem Zeitpunkt befand man sich auf dem achten Tabellenplatz.
Zur Saison 2015/16 wurde er Trainer des Regionalligisten SV Horn. Im April 2016 trennte sich Horn von Kleer, man befand sich zu jenem Zeitpunkt auf dem zweiten Tabellenrang. Zur Saison 2016/17 übernahm er den Regionalligisten First Vienna FC, bei dem er bereits als Spieler aktiv gewesen war. Mit der Vienna konnte er 2017 Meister der Regionalliga Ost werden. Im Jänner 2018 trat er als Trainer der Vienna zurück, nachdem der Verein in die fünfthöchste Spielklasse versetzt worden war.
Im März 2018 wurde er Trainer des Regionalligisten FC Karabakh Wien. Zur Saison 2018/19 benannte sich Karabakh in FC Mauerwerk um. Nach der Saison 2018/19 verließ er Mauerwerk. Im November 2019 wurde er ein zweites Mal Trainer des inzwischen zweitklassigen SV Horn. Nach neun Spielen als Trainer von Horn, von denen man nur eines gewinnen konnte, löste er im Juni 2020 seinen Vertrag beim Zweitligisten auf und wurde Sportdirektor des Regionalligisten SV Stripfing. Direkt nach seiner Verpflichtung installierte er sich selbst als Cheftrainer beim Regionalligisten.